# 13673 Urysohn
13673 Urysohn eller 1997 LC är en asteroid i huvudbältet som upptäcktes den 1 juni 1997 av den italiensk-amerikanske astronomen Paul G. Comba vid Prescott-observatoriet. Den är uppkallad efter matematikern Pavel Uryson.